# Laureus World Sports Awards
Pour les articles homonymes, voir Laureus.

Les Laureus World Sports Awards sont des récompenses sportives internationales décernées chaque année à des sportifs, toutes disciplines confondues, qui ont le plus marqué le monde du sport l'année précédente, mais aussi à des associations ou personnes qui promeuvent le sport dans un but caritatif. Ces distinctions sont remises lors d'une cérémonie organisée par la Fondation Laureus.

## La cérémonie
La prestigieuse cérémonie des Laureus World Sports Awards regroupe les plus grandes personnalités du sport, du divertissement, du monde des affaires et de la mode et parfois de la politique.
La première édition s'est déroulée à Monaco le 25 mai 2000, et avait pour parrain Nelson Mandela qui a déclaré : « Le sport a le pouvoir de changer le monde. Il a le pouvoir d'inspirer. Il a le pouvoir d'unir les gens comme peu d'autres. Il parle aux jeunes dans une langue qu'ils comprennent. Le sport peut créer de l'espoir, où autrefois il n'y avait que du désespoir. Il est plus puissant que les gouvernements pour faire tomber les barrières raciales. Il se rit de tous les types de discrimination. »
Les éditions 2006 et 2007 ont eu lieu à Barcelone, en présence du roi Juan Carlos Ier d'Espagne. L'édition 2008 s'est déroulée à Saint-Pétersbourg, avec la participation du président russe Vladimir Poutine. La cérémonie de remises des prix pour l'édition 2009 a été annulée en raison de la crise économique mondiale. Les prix sont toutefois remis individuellement aux vainqueurs dans d'autres évènements de mai à juin 2009.
Lors de la cérémonie, chaque lauréat reçoit une statuette Laureus, produite exclusivement par Cartier. Le caractère universel du sport est célébré par la représentation des cinq continents gravés sur la base. Les statuettes font 30 cm de haut et pèsent 2,5 kg. Chaque personnage contient 670 g d'argent massif tandis que la base est composée de 650 g d'or.
La soirée est retransmise dans plus de 100 pays et suivie par des centaines de millions de téléspectateurs à travers le monde, ce qui en fait la deuxième cérémonie la plus regardée au monde. Elle est également rediffusée sur la chaîne YouTube Laureus TV et est sponsorisée par Mercedes-Benz et IWC Schaffhausen, partenaires principaux de la fondation Laureus.
Ce sont souvent de célèbres acteurs qui sont maîtres de cérémonie de l'événement, comme Kevin Spacey (2010 et 2011 à Abu Dhabi), Morgan Freeman et Eva Longoria (2013 à Rio de Janeiro), Bill Murray (2016 à Berlin), Hugh Grant (2017 à Monaco), Benedict Cumberbatch (2014 à Kuala Lumpur, 2015 à Shanghai et 2018 à Monaco)... Parmi les invités prestigieux on peut citer David et Victoria Beckham, Michael Douglas et Catherine Zeta-Jones, Arnold Schwarzenegger, Jamie Foxx, Henry Cavill. le groupe de rock Bon Jovi...
La cérémonie permet aussi de mettre en avant le travail de la branche caritative de la fondation Laureus : la Laureus Sport for Good.
L'édition de 2024 sera présentée au Palais de Cybèle à Madrid, en Espagne.

## L'élection des lauréats
L'élection des lauréats se fait en deux étapes : tout d'abord, différents comités établissent une liste de six candidats pour chaque catégorie par le biais d'un vote, processus surveillé par PricewaterhouseCoopers LLP ; puis les membres de la Laureus World Sports Academy votent à bulletin secret pour élire les gagnants.
Il existe Quatre types de jurys pour la sélection finale. Le Laureus Nominations Panel, un groupe de grands journalistes, rédacteurs et diffuseurs de plus de 100 pays, vote pour les catégories suivantes :
- Sportif de l'année (Laureus World Sportsman of the Year) ;
- Sportive de l'année (Laureus World Sportswoman of the Year) ;
- Équipe de l'année (Laureus World Team of the Year) ;
- Révélation de l'année (Laureus World Breakthrough of the Year) ;
- Retour de l'année (Laureus World Comeback of the Year).

Les deuxième et troisième sont composés de spécialistes et votent pour deux catégories :
- Laureus World Action Sportsperson of the Year ; sélectionné par le Laureus Action Sports Panel
- Laureus World Sportsperson of the Year with a Disability, sélectionné par le Comité exécutif du Comité international paralympique.

Trois autres distinctions sont décernées par les fondateurs et parrains de l'Académie aux sportifs qui ont contribué positivement à la société par le sport, ce sont les :
- Laureus Lifetime Achievement Award ;
- Laureus Sport for Good Award ;
- Laureus Spirit of Sport (depuis 2005).

Enfin, depuis 2017, le public à travers le monde vote via internet pour le prix du meilleur moment sportif de l'année (Laureus World Best Sporting Moment of the Year). Cette catégorie rend hommage à des moments qui symbolisent les valeurs positives et la magie du sport et les qualités telles que le fair play, l'esprit sportif, l'émotion, le dévouement, sans tenir compte des scores ni du podium.
L'Académie peut, si elle le souhaite, décerner des distinctions supplémentaires.
Si les Laureus World Sports Awards, aussi appelés les « Oscars du sport », sont considérés comme les récompenses sportives les plus prestigieuses,,, ils suscitent aussi quelques critiques, en particulier dans la manière dont les sportifs sont sélectionnés.

## Lauréats
Le record de distinctions est détenu par les joueurs de tennis Roger Federer et Novak Djokovic avec cinq victoires dans la catégorie Laureus World Sportsman of the Year. De 2005 à 2008 et en 2018 pour le Suisse, en 2012, 2015, 2016, 2019 et 2024 pour le Serbe.
Le prix récompense les performances de l'année précédente.
En raison des affaires de dopage, Marion Jones et Lance Armstrong ont été déchu du prix.

### Sportifs et sportives de l'année
| Année | Sportif Masculin            | Sportif Masculin   | Sportive Féminine       | Sportive Féminine |
| Année | Nom                         | Sport              | Nom                     | Sport             |
| ----- | --------------------------- | ------------------ | ----------------------- | ----------------- |
| 2000  | Tiger Woods                 | Golf               | Marion Jones            | Athlétisme        |
| 2001  | Tiger Woods                 | Golf               | Cathy Freeman           | Athlétisme        |
| 2002  | Michael Schumacher          | Formule 1          | Jennifer Capriati       | Tennis            |
| 2003  | Lance Armstrong             | Cyclisme           | Serena Williams         | Tennis            |
| 2004  | Michael Schumacher          | Formule 1          | Annika Sörenstam        | Golf              |
| 2005  | Roger Federer               | Tennis             | Kelly Holmes            | Athlétisme        |
| 2006  | Roger Federer               | Tennis             | Janica Kostelić         | Ski alpin         |
| 2007  | Roger Federer               | Tennis             | Yelena Isinbayeva       | Athlétisme        |
| 2008  | Roger Federer               | Tennis             | Justine Henin           | Tennis            |
| 2009  | Usain Bolt                  | Athlétisme         | Yelena Isinbayeva       | Athlétisme        |
| 2010  | Usain Bolt                  | Athlétisme         | Serena Williams         | Tennis            |
| 2011  | Rafael Nadal                | Tennis             | Lindsey Vonn            | Ski               |
| 2012  | Novak Djokovic              | Tennis             | Vivian Cheruiyot        | Athlétisme        |
| 2013  | Usain Bolt                  | Athlétisme         | Jessica Ennis           | Athlétisme        |
| 2014  | Sebastian Vettel            | Formule 1          | Missy Franklin          | Natation          |
| 2015  | Novak Djokovic              | Tennis             | Genzebe Dibaba          | Athlétisme        |
| 2016  | Novak Djokovic              | Tennis             | Serena Williams         | Tennis            |
| 2017  | Usain Bolt                  | Athlétisme         | Simone Biles            | Gymnastique       |
| 2018  | Roger Federer               | Tennis             | Serena Williams         | Tennis            |
| 2019  | Novak Djokovic              | Tennis             | Simone Biles            | Gymnastique       |
| 2020  | Lionel Messi Lewis Hamilton | Football Formule 1 | Simone Biles            | Gymnastique       |
| 2021  | Rafael Nadal                | Tennis             | Naomi Osaka             | Tennis            |
| 2022  | Max Verstappen              | Formule 1          | Elaine Thompson-Herah   | Athlétisme        |
| 2023  | Lionel Messi                | Football           | Shelly-Ann Fraser-Pryce | Athlétisme        |
| 2024  | Novak Djokovic              | Tennis             | Aitana Bonmatí          | Football          |
| 2025  | Armand Duplantis            | Athlétisme         | Simone Biles            | Gymnastique       |

### Équipe de l'année
- 2000 :  Manchester United
- 2001 :  Équipe de France de football
- 2002 :  Équipe d'Australie de cricket
- 2003 :  Équipe du Brésil de football
- 2004 :  Équipe d'Angleterre de rugby à XV
- 2005 :  Équipe de Grèce de football
- 2006 :  Renault F1 Team
- 2007 :  Équipe d'Italie de football
- 2008 :  Équipe d'Afrique du Sud de rugby à XV
- 2009 :  Chine aux Jeux olympiques d'été de 2008
- 2010 :  Brawn GP Formula One Team
- 2011 :  Équipe d'Espagne de football
- 2012 :  FC Barcelone
- 2013 :  Équipe d'Europe de Ryder Cup
- 2014 :  Bayern Munich
- 2015 :  Équipe d'Allemagne de football
- 2016 :  Équipe de Nouvelle-Zélande de rugby à XV
- 2017 :  Chicago Cubs
- 2018 :  Mercedes Grand Prix
- 2019 :  Équipe de France de football (2)
- 2020 :  Équipe d'Afrique du Sud de rugby à XV (2)
- 2021 :  Bayern Munich (2)
- 2022 :  Équipe d'Italie de football (2)
- 2023 :  Équipe d'Argentine de football
- 2024 :  Équipe d'Espagne féminine de football
- 2025 :  Real Madrid

### Sportif extrême de l'année
- 2000 :  Shaun Palmer - X Games
- 2001 :  Mike Horn - Navigation
- 2002 :  Bob Burnquist - Skateboarding
- 2003 :  Dean Potter - Speed climbing
- 2004 :  Layne Beachley - Surf
- 2005 :  Ellen MacArthur - Nautisme
- 2006 :  Angelo d'Arrigo - Aviation
- 2007 :  Kelly Slater - Surf
- 2008 :  Shaun White - Snowboarding/skateboarding
- 2009 :  Kelly Slater - Surf
- 2010 :  Stephanie Gilmore - Surf
- 2011 :  Kelly Slater - Surf
- 2012 :  Kelly Slater - Surf
- 2013 :  Felix Baumgartner - Sports extrêmes
- 2014 :  Jamie Bestwick (en) - BMX
- 2015 :  Alan Eustace - Saut en parachute
- 2016 :  Jan Frodeno - Triathlon
- 2017 :  Rachel Atherton - Cyclisme
- 2018 :  Armel Le Cléac'h - Navigation
- 2019 :  Chloe Kim - Snowboard
- 2020 :  Chloe Kim - Snowboard
- 2021 : Non décerné
- 2022 :  Beth Shriever - Cyclisme BMX
- 2023 :  Gu Ailing - Ski acrobatique
- 2024 :  Arisa Trew - Skateboard
- 2025 :  Tom Pidcock - Cyclisme

### Retour de l'année
- 2000 :  Lance Armstrong - Cyclisme
- 2001 :  Jennifer Capriati - Tennis
- 2002 :  Goran Ivanišević - Tennis
- 2003 :  Ronaldo - Football
- 2004 :  Hermann Maier - Ski alpin
- 2005 :  Alex Zanardi - Automobilisme
- 2006 :  Martina Hingis - Tennis
- 2007 :  Serena Williams - Tennis
- 2008 :  Paula Radcliffe - Course
- 2009 :  Vitali Klitschko - Boxe
- 2010 :  Kim Clijsters - Tennis
- 2011 :  Valentino Rossi - Moto GP
- 2012 :  Darren Clarke - Golf
- 2013 :  Félix Sánchez - Athlétisme
- 2014 :  Rafael Nadal - Tennis
- 2015 :  Schalk Burger - Rugby
- 2016 :  Dan Carter - Rugby
- 2017 :  Michael Phelps - Natation
- 2018 :  Roger Federer - Tennis
- 2019 :  Tiger Woods - Golf
- 2020 :  Sophia Flörsch - Automobilisme
- 2021 :  Maxence Parrot - Snowboard
- 2022 :  Sky Brown - Skateboard
- 2023 :  Christian Eriksen - Football
- 2024 :  Simone Biles - Gymnastique artistique
- 2025 :  Rebeca Andrade - Gymnastique artistique

### Révélation de l'année
- 2000 :  Sergio García - Golf
- 2001 :  Marat Safin - Tennis
- 2002 :  Juan Pablo Montoya - Formule 1
- 2003 :  Yao Ming - Basket
- 2004 :  Michelle Wie - Golf
- 2005 :  Liu Xiang - Athlétisme
- 2006 :  Rafael Nadal - Tennis
- 2007 :  Amélie Mauresmo - Tennis
- 2008 :  Lewis Hamilton - Formule 1
- 2009 :  Rebecca Adlington - Natation
- 2010 :  Jenson Button - Formule 1
- 2011 :  Martin Kaymer - Golf
- 2012 :  Rory McIlroy - Golf
- 2013 :  Andy Murray - Tennis
- 2014 :  Marc Márquez - Moto
- 2015 :  Daniel Ricciardo - Formule 1
- 2016 :  Jordan Spieth - Golf
- 2017 :  Nico Rosberg - Formule 1
- 2018 :  Sergio García Fernández - Golf
- 2019 :  Naomi Osaka - Tennis
- 2020 :  Egan Bernal - Cyclisme
- 2021 :  Patrick Mahomes - Football américain
- 2022 :  Emma Raducanu - Tennis
- 2023 :  Carlos Alcaraz - Tennis
- 2024 :  Jude Bellingham - Football
- 2025 :  Lamine Yamal - Football

### Sportif de l'année avec un handicap
- 2000 :  Louise Sauvage - Athlétisme
- 2001 :  Vinny Lauwers (en) - Nautisme
- 2002 :  Esther Vergeer - Tennis en fauteuil roulant
- 2003 :  Michael Milton (en) - Ski alpin
- 2004 :  Earle Connor (en) - Athlétisme
- 2005 :  Chantal Petitclerc - Athlétisme
- 2006 :  Ernst van Dyk - Course en fauteuil roulant
- 2007 :  Martin Braxenthaler (en) - Ski
- 2008 :  Esther Vergeer - Tennis en fauteuil roulant
- 2009 :  Daniel Dias - Natation
- 2010 :  Natalie du Toit - Natation
- 2010 :  Verena Bentele - Biathlon, ski de fond
- 2012 :  Oscar Pistorius - Athlétisme
- 2013 :  Daniel Dias - Natation
- 2014 :  Marie Bochet - Ski alpin
- 2015 :  Tatyana McFadden - Athlétisme
- 2016 :  Daniel Dias - Natation
- 2017 :  Beatrice Vio - Escrime
- 2018 :  Marcel Hug - Course en fauteuil roulant
- 2019 :  Henrieta Farkašová - Ski alpin
- 2020 :  Oksana Masters - Biathlon
- 2021 : Non décerné
- 2022 :  Marcel Hug - Course en fauteuil roulant
- 2023 :  Catherine Debrunner - Course en fauteuil roulant
- 2024 :  Diede de Groot - Tennis en fauteuil roulant
- 2025 :  Jiang Yuyan - Para Natation

### Laureus Sport for Good Award
- 2000 :  Eunice Kennedy Shriver
- 2001 :  Kip Keino - Athlétisme
- 2002 :  Peter Blake - Nautisme (à titre posthume, décédé en 2001)
- 2003 :   Arnold Schwarzenegger - Body building
- 2004 :  Équipe d'Inde de cricket,  Équipe du Pakistan de cricket / Mathare Youth Sports Association (en)
- 2005 :  Gerry Storey (en) - Entraineur de boxe
- 2006 :  Jürgen Griesbeck - streetfootballworld
- 2007 :  Luke Dowdney - créateur du projet Fight for Peace (en), à Rio de Janeiro
- 2008 :  Sean Tuohy (en) et  Brendan Tuohey - Cofondateurs du projet PeacePlayers International (en)
- 2009 : Non décerné
- 2010 :  Dikembe Mutombo
- 2011 :  May El-Khalil
- 2012 :  Raí
- 2013 : Non décerné
- 2014 :  Magic Bus - Organisation non gouvernementale
- 2015 :  Skateistan - Organisation non gouvernementale internationale
- 2016 :  Moving the Goalposts
- 2017 :  Waves for Change
- 2018 :  Active Communities Network
- 2019 :  Yuwa-India
- 2020 :  South Bronx United
- 2021 :  Kickformore by Kickfair
- 2022 :  Lost Boyz Inc.
- 2023 : TeamUp
- 2024 :  Fondation Rafa Nadal
- 2025 : Kick4Life

### Esprit sportif
- 2005 :  Boston Red Sox - Baseball
- 2006 :  Valentino Rossi - Motocyclisme
- 2007 :  FC Barcelone - Football
- 2008 :  Dick Pound - Président AMA
- 2009 et 2010 : Non décerné
- 2011 :  Équipe d'Europe de Ryder Cup - Golf
- 2012 et 2013 : Non décerné
- 2014 :  Équipe d'Afghanistan de cricket - Cricket
- 2015 :  Yao Ming - Basketball
- 2016 :  Johan Cruyff - Football
- 2017 :  Leicester City Football Club - Football
- 2018 : Non décerné
- 2019 :  Lindsey Vonn - Skieuse Alpine
- 2020 à 2025 : Non décerné

### Ensemble de la carrière
- 2000 :  Pelé - Football
- 2001 :  Steve Redgrave - Aviron
- 2002 :  Peter Blake - Nautisme
- 2003 :  Gary Player - Golf
- 2004 :  Arne Næss, Jr. (en) - Escalade
- 2005 : Non décerné
- 2006 :  Johan Cruyff - Football
- 2007 :  Franz Beckenbauer - Football
- 2008 :  Sergueï Bubka - Athlétisme
- 2009 : Non décerné
- 2010 :  Nawal El Moutawakel - Athlétisme
- 2011 :  Zinédine Zidane - Football
- 2012 :  Bobby Charlton - Football
- 2013 :  Sebastian Coe - Athlétisme
- 2014 : Non décerné
- 2015 : Non décerné
- 2016 :  Niki Lauda - Formule 1
- 2017 : Non décerné
- 2018 :  Edwin Moses - Athlétisme
- 2019 :  Arsène Wenger - Football
- 2020 :  Dirk Nowitzki - Basketball
- 2021 :  Billie Jean King - Tennis
- 2022 :  Tom Brady - Football américain
- 2023 : Non décerné
- 2024 : Non décerné
- 2025 :  Kelly Slater - Surf

### Icône sportive
- 2025 :  Rafael Nadal - Tennis

### Exceptional Achievement Award
- 2013 :  Michael Phelps – Natation
- 2014 : Non décerné
- 2015 :  Li Na[21] - Tennis
- 2016 : Non décerné
- 2017 : Non décerné
- 2018 :  Francesco Totti – Football
- 2019 :  Eliud Kipchoge – Athlétisme
- 2020 :  Fédération espagnole de basket-ball – Basket-ball
- 2021 : Non décerné
- 2022 :  Robert Lewandowski – Football
- 2023 à 2025 : Non décerné

### Meilleur moment sportif de l'année
- 2017 :  L'équipe de football junior de Barcelone réconforte ses adversaires japonais attristés de leur défaite
- 2018 :  Dans un acte réconfortant, les supporters des Hawkeyes de l'Iowa saluent les enfants malades de l'hôpital pour enfants situé juste à côté de leur stade Kinnick à la fin du premier quart de chaque match à domicile.
- 2019 :  Xia Boyu, 69 ans, amputé des 2 jambes, réussit l'ascension de l'Everest.
- 2020 :  Sachin Tendulkar - Cricket
- 2021 :  Chris Nikic, 21 ans, première personne trisomique à terminer un triathlon Ironman.
- 2022 à 2025 : Non décerné